# David Butler (calciatore)
David Butler, conosciuto con il diminutivo Dave (Wednesbury, 30 marzo 1953), è un ex calciatore inglese, di ruolo attaccante.

## Carriera
Butler si forma nel West Bromwich per poi passare al Shrewsbury Town, che nel corso della stagione 1973-1974 lo presterà al club di quarta serie del Workington.
Nel 1974 si trasferisce negli Stati Uniti d'America per giocare con la neonata franchigia NASL dei Seattle Sounders. Militerà nei Sounders sino alla stagione 1978, ottenendo come miglior risultato il raggiungimento della finale nella North American Soccer League 1977, in cui giocò subentrando a Mickey Cave.
Nella stagione 1979 passa ai Portland Timbers, con cui non supera la fase a gironi del torneo nordamericano.
Contemporaneamente Butler si dedicò anche all'indoor soccer, militando in varie squadre della MISL e della NASL indoor.
Chiuse la propria carriera agonistica tornando ai Sounders nella North American Soccer League 1983.